# 엄준원
엄준원(嚴俊源, 1855년 음력 3월 26일 ~ 1938년 양력 2월 13일)은 대한제국의 군인, 무신이자 일제강점기의 교육인이며 조선총독부 중추원 참의도 지냈다. 1906년(광무 9년) 4월 진명여학교를 창립하였다. 순헌황귀비의 남동생으로 영친왕의 외삼촌이다. 일제강점기 초반 조선인 참정권, 자치권을 주장했던 민원식은 그의 사위였다. 한성부 출신이다.
숙부 엄진삼의 양자가 되어 사촌인 순헌황귀비의 의붓 남동생이 되었다. 1890년과 1891년 무과에 급제하여 군부 협판, 한성부 판윤, 육군 참장, 대한제국 헌병사령관, 한성부 판윤 등을 역임했다. 1910년 9월 관직을 사퇴하고 교육 활동에 전념하다가 1921년에 중추원 참의로 발탁되어 1938년까지 재직하였다. 본관은 영월이고 자(字)는 영숙(英淑), 호는 의석(宜石)이다.

## 생애

### 생애 초반
엄준원은 1855년 음력 3월 26일 한성부 서소문방 서소문에서 무관으로 동지중추부사를 역임했고, 사후 증 내부협판에 추증된 엄진일(嚴鎭一)과 양천 허씨의 아들로 태어났다. 뒤에 그의 집은 서소문에서 종로구 내자동으로 이주하였다. 할아버지는 엄재우(嚴載祐)는 가선대부 호조참판에 증직되었다가 다시 자헌대부 의정부참찬에 증직되었다. 할아버지 엄재우의 마지막 증직은 엄준원의 출세로 1901년에 추증된 직위이다.
아들이 없던 삼촌 엄진삼의 양자가 되었다. 이로서 순헌황귀비 엄비와는 남매 간이 되고 의민태자 이은의 외삼촌이 되었다. 삼촌이자 양아버지인 엄진삼은 생전에 대호군이었고, 사후 증 자헌대부 의정부찬정에 추증되었다. 엄진삼의 아들 엄학원은 일찍 죽었고, 엄봉원은 성인이 되었지만 자녀 없이 죽었다. 결국 그는 삼촌 엄진삼의 양자로 입양되었다. 엄준원은 아들 엄주명은 이은이 강제로 일본에 유학했을 때, 영친왕을 동행하여 도일, 똑같은 교육을 받았다.
1863년 서당에 들어가 성리학을 배웠다.

### 관료 생활
일찍이 성리학을 수학하여 문과(文科)에 여러번 응시하였으나 낙방하고 결국 1890년(고종 25년) 무과에 급제하였다. 1891년(고종 26년) 11월 다시 무과(武科)에 급제하였다. 이후 1899년 정3품 당상관으로 승진했다가 그 해에 다시 정2품으로 승진 군부협판을 역임하고 1901년 5월 한성부 판윤, 1901년 6얼 2일 내장원 종수과장이 되었다가 그 해 한성부판윤으로 부임하였다가 9월 군부협판이 되었다. 1903년(광무 6년) 10월 경무사(警務使)와 원수부 기록총장(記錄摠長)에 임명되고, 1903년 11월 육군부령이 되었으며, 다시 경무사를 거쳐 같은 해 12월 2일 육군참장이 되어 원수부 기록 총국장에 임명되었다.
1904년 7월에 제용사장(濟用司長)을 겸임하고 그해 9월에 군제의정관,10월에 육군 참모부 제2국장, 12월에는 칙임관3등(刺任官三等)에 임명되었다. 이후 군제의정관, 헌병 사령관 등을 역임하고 정헌대부로 승진, 1906년 전선사장(典膳司長) 칙임관 2등(勅任官二等)을 거쳐 장례원전사가 되었다.

### 교육, 사회 활동
여성 교육의 필요성을 역설하던 그는 1906년 4월 자신의 사재를 털고, 순헌황귀비에게도 약간의 내탕금을 얻어 진명여학교를 설립하였다.
당시 세인들이 그에게 "여자를 가르치다니, 미친 짓이다." 또는 "남의 집 딸들을 이상한 사상으로 버려 놓으려고 한다."는 등의 비판과 만류를 뿌리치고 학교를 건립하여 여학생들을 가르쳤다. 부지를 마련하지 못해 일단 달성위의 사저에 학교를 마련하고 나중에 부지를 마련하였으며, 영어를 하던 여메레황 등을 교사로 영입하였다. 1907년 누각골에 학교부지를 마련하여 진명학교라 하고, 평양에도 사립 진명여학교 분교를 설립하였다. 초기에는 수업료도 무료로 하였고 학용품도 무료로 제공하여 여학생들에게 글을 배우게 하였다.
대한제국 말기에는 친일 성격이 강한 보부상 단체인 동아개진교육회 고문장을 맡는 등 일본 및 조선 내 친일 세력과 가까운 관계를 유지했다. 1908년 보통과 제1회 졸업과 동시에, 진명여학교 유치부, 예비과, 중등과를 설치하였으며 사재를 들여 진명여학교의 벽돌집의 교사를 신축하였다. 1909년에 이완용이 창간한 정우회 기관지 《시사신문》의 발행인을 맡기도 했다. 1910년(융희 4년) 9월 관직을 사퇴하고 물러났다.

### 한일 합방 이후
한일 병합 조약 이후에도 여성 교육 무용론이 나오며 주위의 조롱과 비토가 있었으나 굴하지 않고 학교를 운영하였다. 1912년 진명여학교 내에 기예과를 설치하여 농업, 수자수, 직물 등의 기술 교육을 시도하였다. 1916년에는 진명여학교 강당 신축, 1917년 창성동 구교사의 북관 건물 목조 2층 건물을 짓고, 1928년 학교 음악강당을 설치하였다. 그는 학교 교육에 전념하면서도 손수 정원사 역할을 자처하였다. 또한 학생들에게 수자수, 육아는 물론이고 농업, 기술 등을 가르치게 하였고, 여학생들에게 "너희들은 치마를 둘렀으나 여자가 아니다"라며 "남자들과 동등한 위치에서 한 사람의 역할을 해낼 것"을 강조하였다.
1921년에 중추원 참의로 발탁되어 사망할 때까지 연임하며 재직했다. 이 기간 중 신일본주의 단체인 국민협회에도 참여하여 총무를 지낸 바 있다. 사위 민원식이 일본 도쿄에서 피살되자 엄채덕은 재혼하지 않았다. 그는 아들 엄주명과 함께 민원식의 장례식을 주관하였다.
1906년에 이왕직으로부터 땅을 기증받아 사립 진명여학교를 설립하고 교장을 맡았다. 1925년 국민협회(國民協會) 고문에 위촉되었고, 조선인 참정권, 자치권이 필요한 이유로 내지연장주의와 신일본주의의 달성을 역설하였다. 1929년 10월 광주 학생 항일 시위에 참여자들을 체포하려 하자 학교 교문 입구에서 자신을 잡아가라고 하며 학생들의 소란에 대한 책임을 스스로 지겠다 하여 학생들의 체포를 모면하게 하였다.
일부 여학생이 교내에서 성토대회를 하고 가두 시위를 나가려했으나 체포를 우려하여 교내 시위로 끝내도록 하였다. 그러나 헌병들이 교내로 들어와 동조했던 학생들의 의복에 물감으로 표시해 두었다가 연행해가려고 하였다. 그러자 엄준원은 즉시 교문을 가로막고 "잡아갈 테면 나를 잡아가라"고 호통치며 학생들에 관한 모든 책임을 스스로 지겠노라며 대항하여 단 한 명도 연행하지 않고 그냥 물러났다 한다.

### 생애 후반
정치 활동에는 참여하지 않고, 교육, 사회활동 참여 외에는 주로 학교를 돌보는데 전념하였다. 조선총독부에서 조선인 유력 인사들을 조사한 보고서에 의하면 "조선에 있어서 여자교육의 선구로서 그 공적이 적지 않다", "내용 및 설비에서, 또한 교육의 성적에서 이런 종류의 다른 학교에 비해 늘 우위를 차지하며 더욱 더 학교 운의 발전을 이루어 가고 있는 것은 모두 교장인 이 사람이 열성적으로 진력한 데에 기인하는 바가 많다."는 평을 하였다.
1935년 진명여학교 개교 30주년 기념식과 전람회를 개최하였다. 1935년에 조선총독부가 시정 25주년을 기념하여 표창한 표창자를 선정할 때 교육부문 표창 대상자 공적조서에 올랐다. 이때 진명여자고등보통학교 교장으로서 여성 교육에 기여한 공이 현저하다는 평이 덧붙여져 있다. 일본 정부로부터 여러 차례 훈장을 받아 사망 직전인 1937년에는 종4위 훈4등에 서위되어 있었다.
그밖에 그는 조선박람회 평의원으로도 활동했고, 조선나병예방협회(朝鮮癩病豫防協會)의 창립에도 참여하여 창립 발기인 겸 회원이 되었다.
1937년 겨울부터 기관지 천식과 폐렴, 심장 쇠약증 등으로 병석에 누웠다. 이후 병원에 입원하였으나 치료하지 못하고 1938년 2월 13일 기관지 천식과 폐렴, 심장 쇠약증 등의 합병증으로 경성부 자택에서 사망하였다.

### 사후
바로 경기도 고양군 둑도면 모진리(서울특별시 성동구 화양동에 편입됨) 현재의 건국대학교 부근 매장하였다가 그후 도시 개발 구역의 확대로 부지가 서울시에 편입되면서 1955년 9월 11일 진명학교 재단과 동문회 주도로 경기도 양주군 미금면 금곡리 산 80번지(후일의 경기도 남양주시 금곡동 산 80번지) 삼촌이자 양아버지 엄진삼 묘 아래로 이장되었다. 그의 묘비 비석은 오석 재질이고, 묘비문은 진명여자고등학교장 엄공 준원지묘 증 정부인 인동장씨부좌 정부인 경주김씨 부좌로 새겨져 있다. 묘소 앞에 상석, 망주석은 따로 존재하지 않는다. 바로 위에 망주석과 상석이 있는 묘소는 엄진삼의 묘이다.
2002년 발표된 친일파 708인 명단의 중추원 부문과 2008년 민족문제연구소가 정리한 친일인명사전 수록예정자 명단 중 중추원, 친일단체 부문에 포함되었다. 민족문제연구소의 명단에는 일본군 육군 장교를 지낸 아들 엄주명도 들어 있으며 2009년 친일반민족행위진상규명위원회가 발표한 친일반민족행위 705인 명단에도 포함되었다.

## 가족 관계
아들 엄주명을 사촌형제이자 양 형 엄봉원의 양자로 보냈으나, 엄주명도 아들이 없어 그의 본가 친형제, 양가로는 4촌이 되는 엄충원의 차남 엄상림의 차남 엄태섭을 봉사손으로 입양했다.
- 증조부 : 엄성복(嚴性復)
  - 종조부 : 엄재화, 엄주익의 증조부
- 할아버지 : 엄재우(嚴載祐)
- 친 아버지 : 엄진일(嚴鎭一)
- 친 어머니 : 양천 허씨
  - 동생 : 엄충원(嚴忠源)
- 양 아버지 : 엄진삼(嚴鎭三, 1812년 10월 9일 ~ 1879년 7월 28일)
- 양 어머니 : 밀양박씨(1824년 ~ 1895년)
  - 의붓 형이자 사촌 형 : 엄봉원(嚴鳳源), 자녀 없음
  - 의붓 형이자 사촌 형 : 엄학원(嚴鶴源), 자녀 없음
  - 양 누나이자 사촌 누나 : 순헌황귀비 엄씨(純獻皇貴妃 嚴氏, 1854년 11월 - 1911년 7월 20일)
    - 외조카 : 영친왕(英親王)
    - 외조카며느리 : 이방자(李方子)
      - 진외종손 : 이진
      - 진외종손 : 이구
- 부인 : 인동 장씨
  - 딸 : 영월 엄씨
  - 사위 : 박기홍
  - 딸 : 엄채덕(嚴彩德, 1889년(?) ~ ?)
  - 사위 : 민원식(閔元植, 1886년 7월 12일 ~ 1921년 2월 16일)
  - 아들 : 엄주명(嚴柱明, 1896년 11월 19일 ~ 1976년 2월 6일[4])
  - 며느리 : ?(1947년 1월 30일 사망)
    - 손자 : 엄영섭
    - 손녀 : 엄정섭(嚴貞燮, 1920년 ~ 1995년 2월 21일, 교육자, 진명학원 이사장)
    - 손녀사위 : 변창환
- 7촌 조카 : 엄주익(嚴柱益, 1872년 6월 26일 ~ 1931년 4월 16일)

## 같이 보기
- 조선총독부 중추원
- 진명여자고등학교
- 엄주명
- 순헌황귀비
- 민원식

## 참고자료
- 엄준원(嚴俊源) - 국사편찬위원회